# Warea amplexifolia
Warea amplexifolia là một loài thực vật có hoa trong họ Cải. Loài này được (Nutt.) Nutt. miêu tả khoa học đầu tiên năm 1834.